# Cerdo ibérico
El cerdo ibérico  es una raza porcina y sus variedades pertenecientes al llamado "tronco ibérico", predominante en la península ibérica. Hay variedades negras y coloradas, así como lampiñas o con pelo. Son animales muy apreciados en el sector alimentario para la producción de jamón ibérico y todo tipo de embutidos. Más recientemente, y debido a la demanda de los últimos años, se ha comenzado a comercializar también la carne de cerdo ibérico fresca.

## Orígenes y expansión

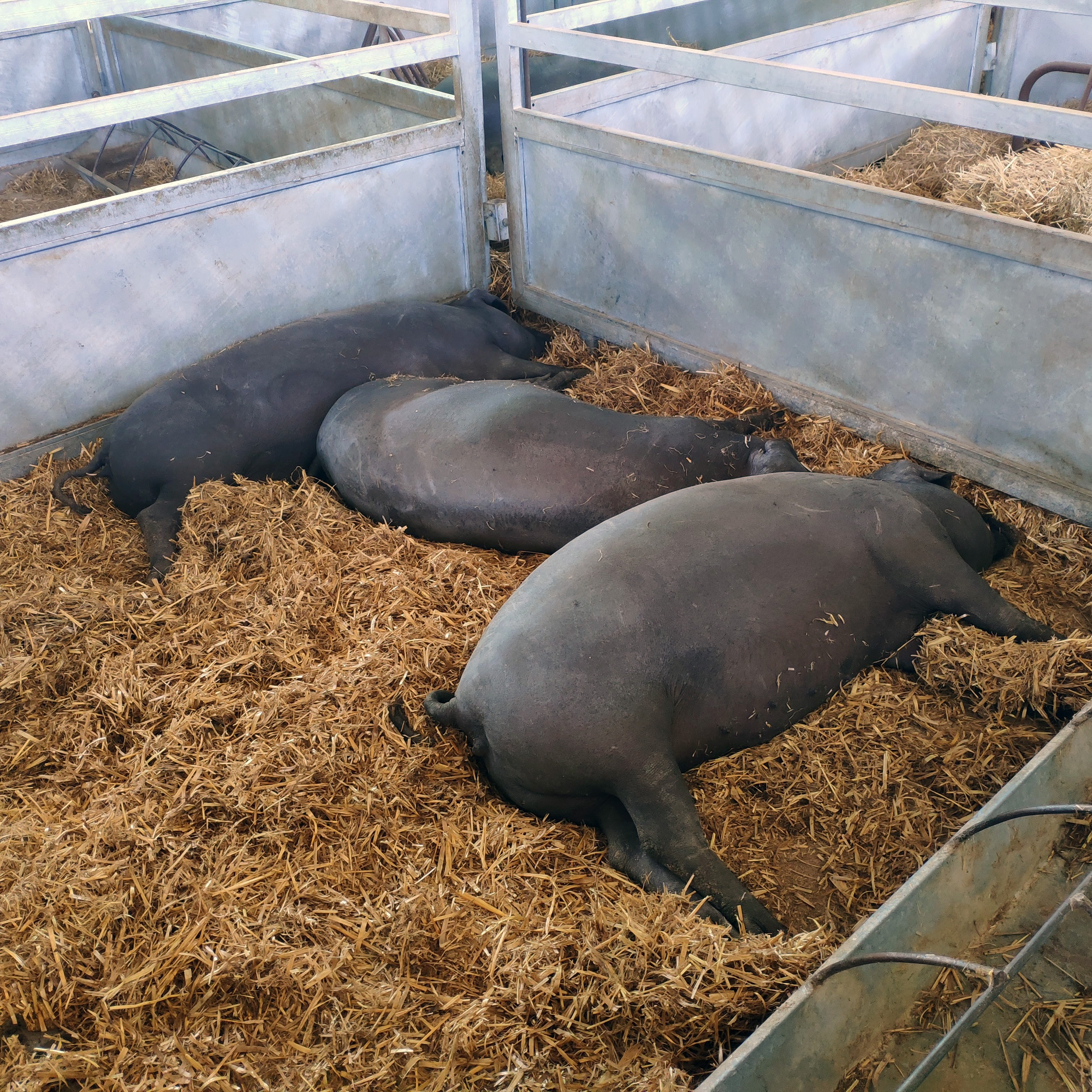
Cerdos ibéricos en la Feria ganadera de Zafra, Badajoz (2019).

En 2021, el descubrimiento en Huelva de huellas fosilizadas ha permitido clasificarlas a nivel mundial como un nuevo icnogénero e icnoespecie (Suidichnus galani). Sus características singulares, nunca descritas en el registro fósil, indican que podría tratarse de una evidencia del origen del cerdo ibérico según los geólogos e icnólogos. La forma trapezoidal del contorno de las huellas evidencian el parentesco con la raza ibérica, aunque el ancestro posiblemente sería de mayores dimensiones, llegando a pesar más del triple que el jabalí común de la actualidad. Una de las hipótesis para explicar el aparente gigantesco tamaño del jabalí originario, es que el periodo correspondiente a la edad de las huellas investigadas se caracterizaba por una "gran diversidad e intensidad de depredadores". Independientemente del tamaño, que por el cambio de las condiciones ambientales se redujo, el parentesco con el actual cerdo ibérico es evidente, según el estudio. 
Los ejemplares del suroeste peninsular comparten un mismo origen y según el estudio <<Los orígenes evolutivos del Sus están en el este de Asia hace 4,2 millones de años, desde donde experimentó una amplia expansión por el continente asiático, Medio Oriente y norte de África. Llegó a Europa hace unos 1,1 millones de años. La única especie actualmente existente, Sus scrofa o jabalí euroasiático, en su multitud de subespecies, prosperó gracias a una excelente adaptación a los cambios ambientales registrados en las distintas geografías e incluye la variedad domesticada por el hombre (Sus scrofa domesticus o cerdo).

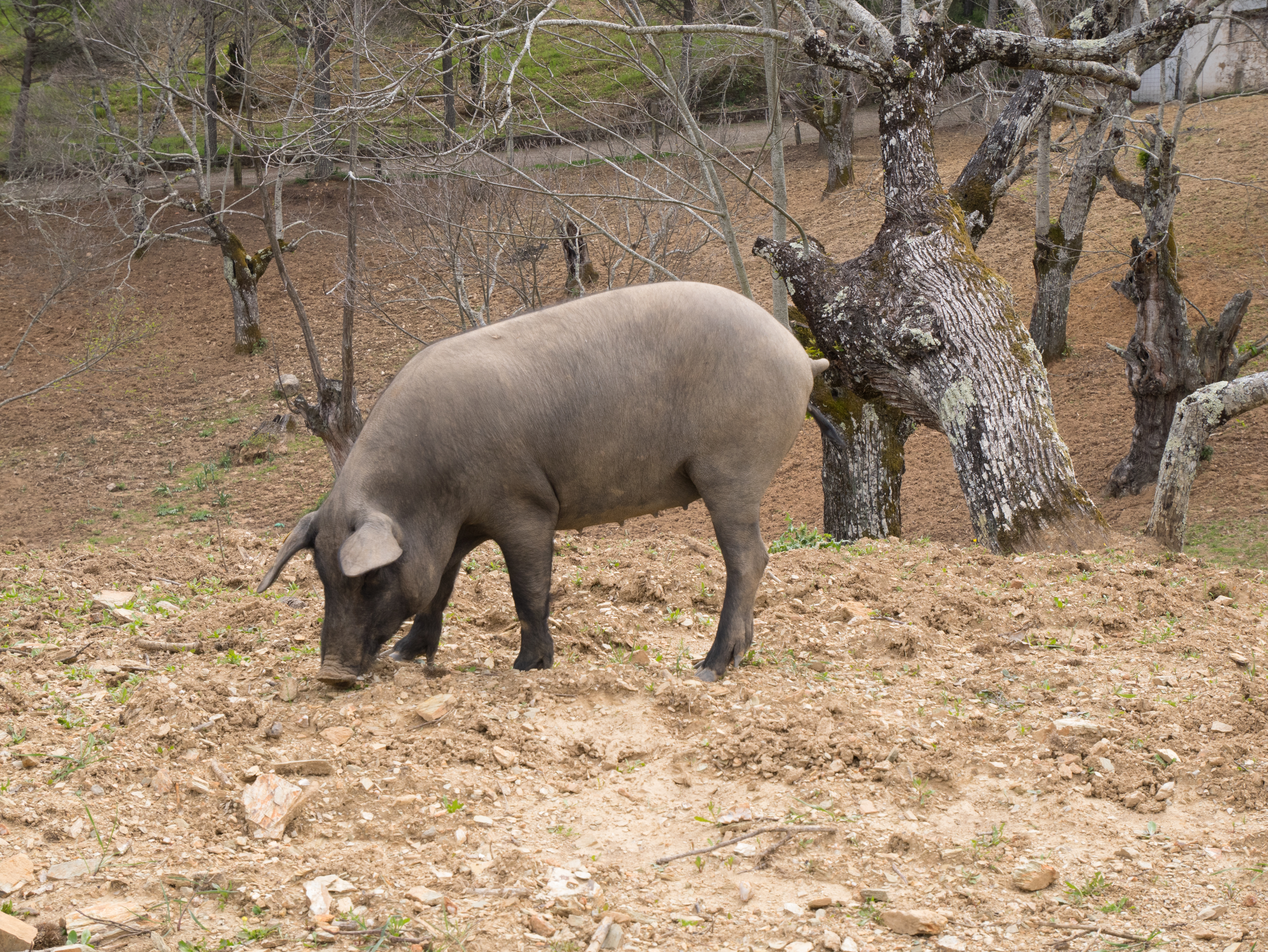
Cerdo ibérico de D.O.P. Jabugo

A partir de las agrupaciones y los apareamientos que fueron sucediéndose, bien por necesidades del hombre o bien por la propia naturaleza del cerdo, las razas ibéricas propiamente dichas se extendieron por el litoral mediterráneo y las costas africanas, asentándose en el sur peninsular, en especial en el suroeste, y ocupando aquellas zonas en las que predominan las dehesas (con sus milenarias encinas, los alcornocales, robledales y también castaños y algarrobos), que tan caras y apreciadas son en la actualidad para el cerdo ibérico, sus criadores, sus cuidadores, industriales y, cómo no, el consumidor de sus productos elaborado. Estas zonas del suroeste peninsular son las comarcas de Andalucía occidental, Extremadura, Salamanca y la parte más occidental de Castilla-La Mancha (parte de la provincia de Toledo y provincia de Ciudad Real), en España, y el Algarve y Alentejo en Portugal.

## Características

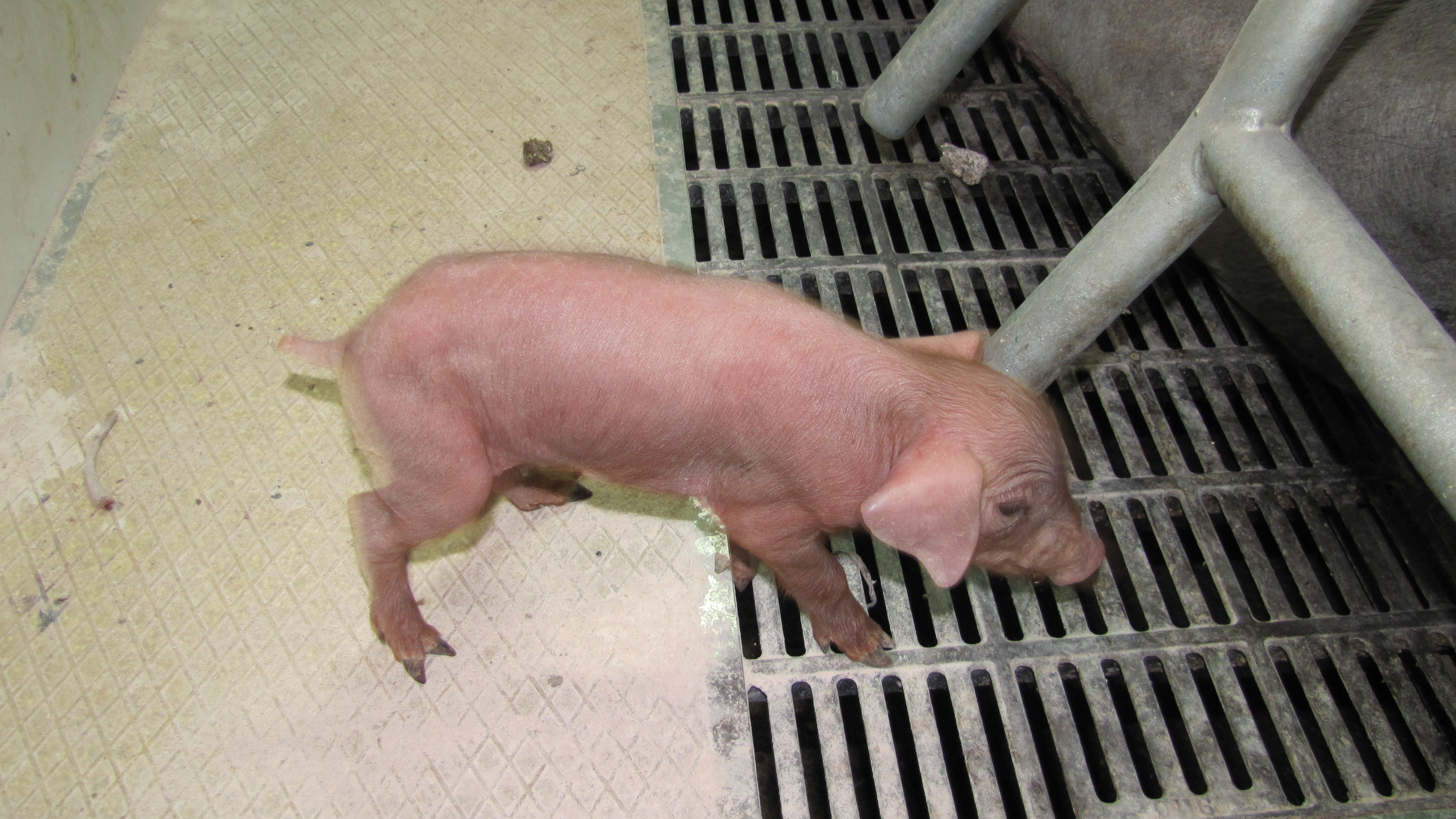
Un cerdo ibérico recién nacido puede ser de color rosado

Características comunes siempre que hablemos de animales puros:
Se trata de cerdos rústicos, alimentados desde el destete hasta el comienzo de la ceba (unos 110 kg) con piensos compuestos y terminados de engordar (hasta los 160 kg que se sacrifican) en el periodo de montanera (de octubre a marzo) con bellotas. Tienen una elevada capacidad para aprovechar los recursos de la dehesa (régimen extensivo). No suelen ser muy prolíficas las hembras en el parto (una media de 4 a 6 lechones por camada). Escaso nivel de ganancia media diaria y elevada capacidad de engrasamiento debido a su precocidad. Elevada rusticidad y excelentes andarines.

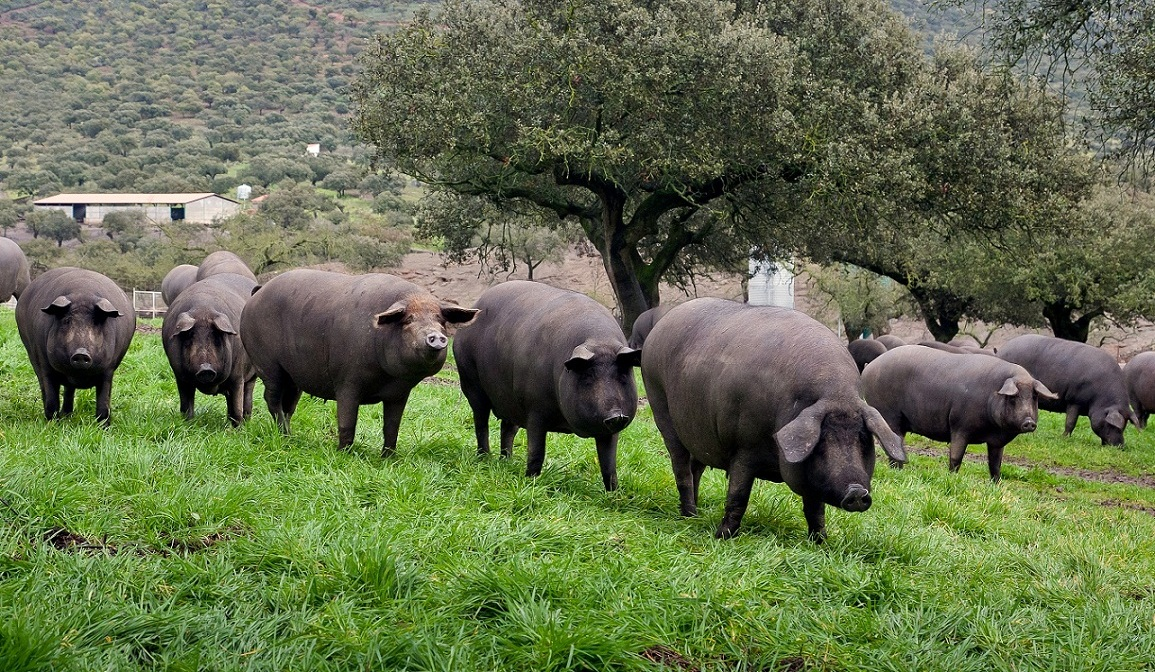
Cerdos ibéricos en Guijuelo (provincia de Salamanca).

Son cerdos magníficamente adaptados al especial ecosistema de la dehesa. El cerdo ibérico se caracteriza por sus capas coloreadas, su hocico alargado, sus orejas en visera y sus altas extremidades, que le posibilitan para el pastoreo y lo cualifican como un excelente andarín.

## Burbuja del jamón
La llamada "burbuja del jamón" se produjo en los últimos años, ante la enorme demanda de productos ibéricos. Aunque se aprobó una ley más laxa que permitía la entrada en el mercado ibérico de cerdo blanco, no se llegaba a cubrir la demanda. Eso provocó que hasta el 30 % de los productos etiquetados como «ibéricos» realmente no lo fueran.

## Variedades

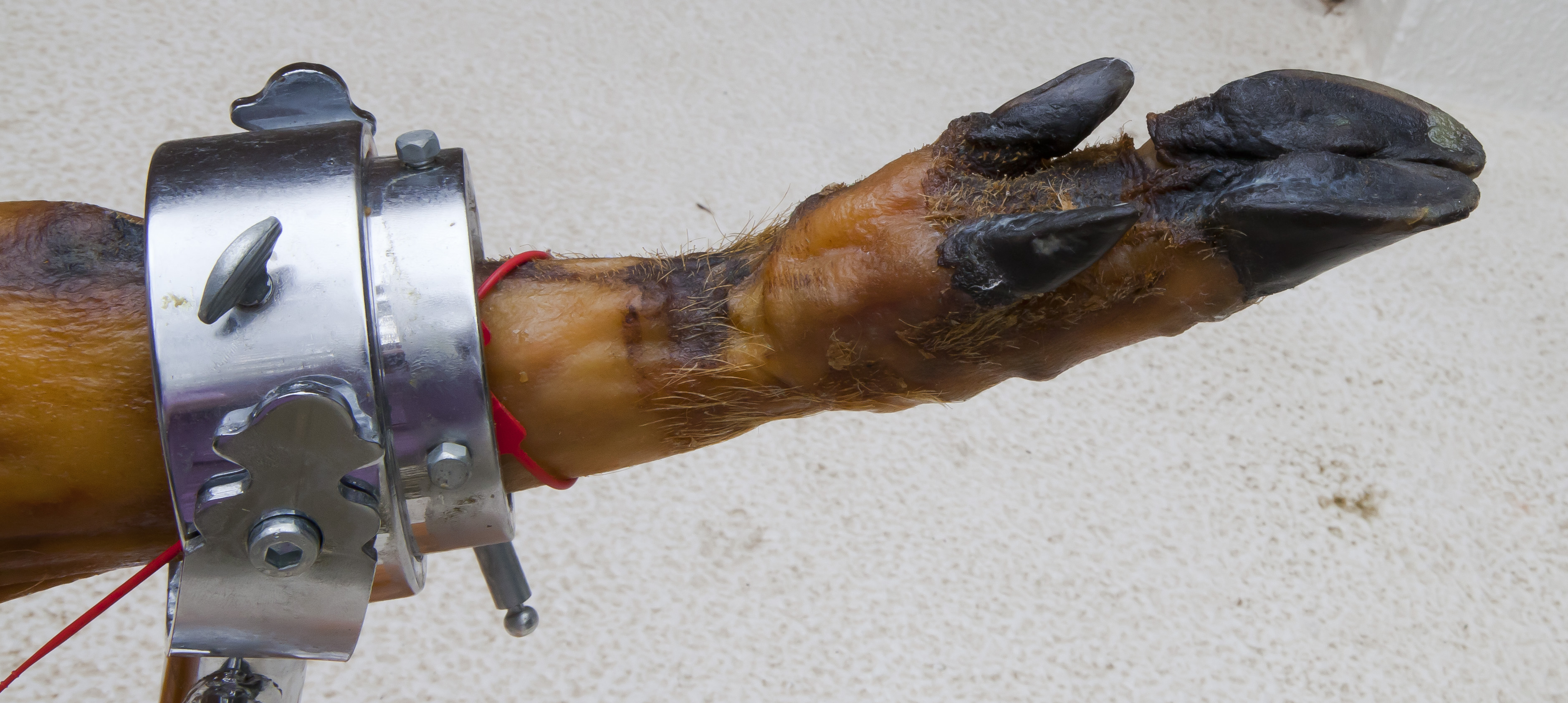
El jamón ibérico suele ser de pezuña negra

Existen seis variedades, de las que tres están en peligro de extinción.

### Variedades negras
- Negro lampiño (sin pelo)
- Negro entrepelado

### Variedades coloradas
- Retinto
- Rubio andaluz
- Manchado de Jabugo
- Torbiscal